# Fernand Olive
Fernand Olive, dit Oliva-Roget, est un général de l'Armée française. Il commande les forces françaises à Damas pendant la crise au Levant en juin 1945 qui mène au départ des Français de Syrie.

## Biographie
Né à Bages, Oliva-Roget s'engage dans l'armée en 1912 comme soldat de 2de classe. En 1917, il est promu au grade de lieutenant.
Il sert avec les Troupes coloniales dans les colonies françaises d'Algérie, du Maroc, du Levant et de la Côte française des Somalis.
Il démissionne de l'armée en septembre 1939 pour raisons de santé. Il rejoint ensuite la France libre et est limogé en 1941 par le régime de Vichy.
Délégué français à Damas en 1945, il ordonne le 29 mai, sans ordres de ses supérieurs, à ses troupes de réprimer des émeutes indépendantistes. Il fait bombarder la ville de Damas les 29 et 30 mai 1945. Le pillage de Damas par les forces françaises est internationalement condamné. Oliva-Roget est limogé à son retour en France. Il se retire à Bages et meurt à l'hôpital du Val-de-Grâce, à Paris, en 1949.